# Sázava (district de Žďár nad Sázavou)
Pour les articles homonymes, voir Sázava (homonymie).
Sázava (en allemand : Sasau) est une commune du district de Žďár nad Sázavou, dans la région de Vysočina, en République tchèque. Sa population s'élevait à 669 habitants en 2020.

## Géographie
Sázava se trouve à 6 km à l'ouest de Žďár nad Sázavou, à 27 km au nord-est de Jihlava à 118 km au sud-est de Prague.
La commune est limitée par Velká Losenice au nord-ouest, par Račín et Žďár nad Sázavou au nord, par Hamry nad Sázavou à l'est, par Matějov et Rosička au sud, et par Nížkov et Nové Dvory à l'ouest.

## Histoire
La première mention écrite de la localité date de 1406.

## Patrimoine

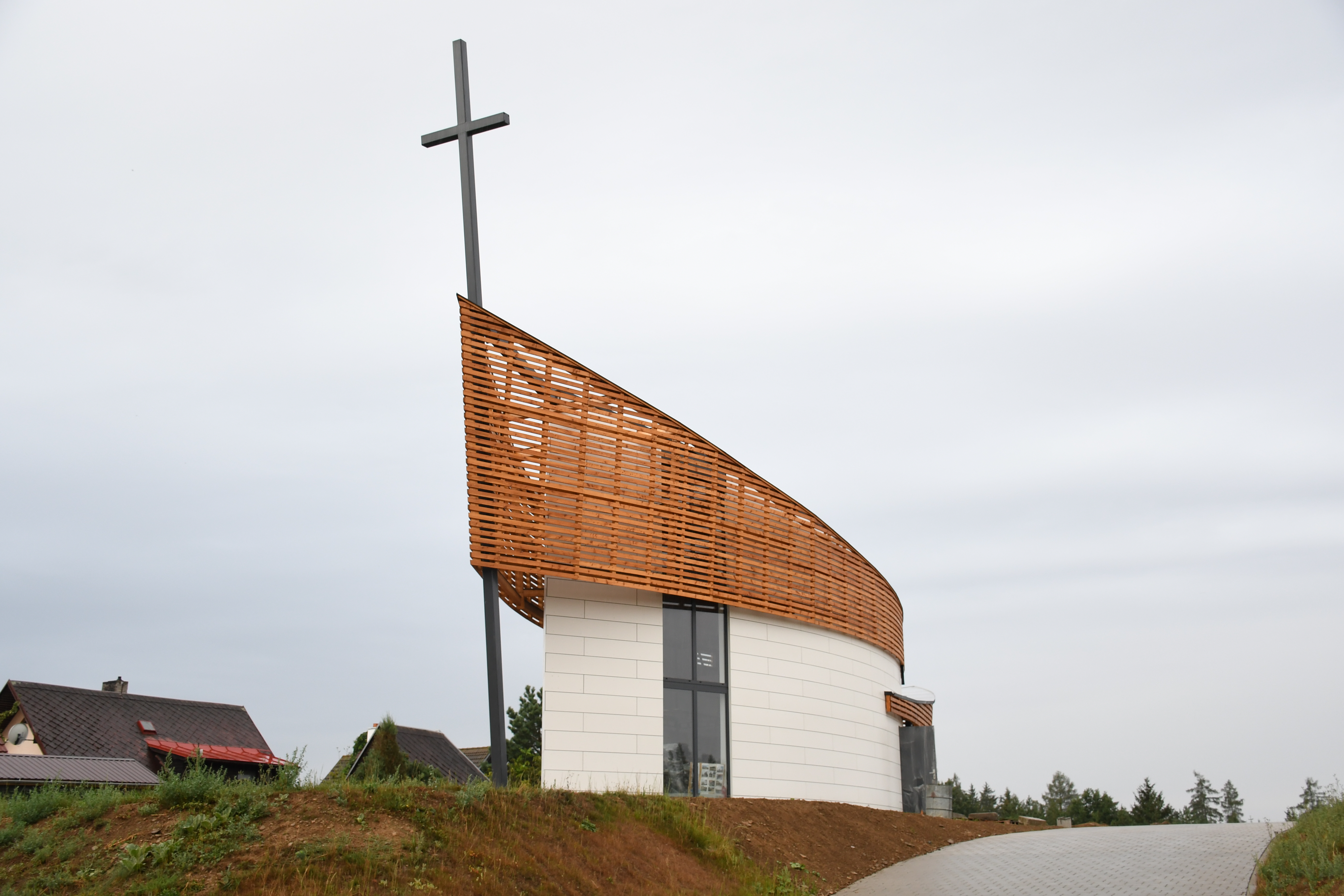
Chapelle Notre Dame du Mont Carmel.

## Transports
Par la route, Sázava se trouve à 7 km de Žďár nad Sázavou, à 34,5 km de Jihlava et à 156 km de Prague.